# Премьера (фильм)
«Премьера» (англ. Opening Night) — американский драматический фильм режиссёра Джона Кассаветиса, снятый в 1977 году по его собственному сценарию. Главной темой фильма является кризис среднего возраста, начатая ещё в предыдущем его фильме «Мужья». Главные роли исполнили Джина Роулендс, Джон Кассаветис и Бен Газзара. Актёрская игра Джины Роулендс была отмечена несколькими наградами и номинациями. Мировая премьера фильма состоялась 22 декабря 1977 года. В России на DVD вышел 25 июня 2009 года, распространялся компанией «Настроение Video».

## Сюжет
Бродвейская актриса Миртл Гордон жила обычной размеренной жизнью. Однако, невольно став свидетельницей гибели своей юной поклонницы, привычный ей ход вещей резко меняется: она впадает в депрессию. Её психологическое состояние мешает репетициям, что ставит под угрозу и саму премьеру.

## В ролях
| В ролях           |  | Персонаж              |
| ----------------- |  | --------------------- |
| Джина Роулендс    |  | Миртл Гордон          |
| Джон Кассаветис   |  | Морис Ааронс          |
| Бен Газзара       |  | Мэнни Виктор          |
| Джоан Блонделл    |  | Сара Гуд              |
| Пол Стюарт        |  | Дэвид Сэмюэлс         |
| Зора Ламперт      |  | Дороти Виктор         |
| Лора Джонсон      |  | Ненси Стайн           |
| Джон Тюэлл        |  | Гас Симмонс           |
| Джон Финнеган     |  | заведующий реквизитом |
| Рэй Пауэрс        |  | Джимми                |
| Кэтрин Кассаветис |  | Вивиан                |

## О фильме
По словам режиссёра, он хотел снять фильм о 
«человеческой реакции на старение; о том, как побеждать, когда очарование уже не то, что раньше; когда нет прежней уверенности в себе и в своих способностях»
.
Несмотря на то, что фильм выполнен в чуждом Кассаветису модернистской конструкции — театр на экране, переплетение вымысла и жизни, критики подмечали «убедительное жизнеподобие», с которым он выполнен.
Некоторые споры вызвала иллюзорность девушки-призрака. Например, когда Нэнси, которую никто, кроме Миртл, вроде бы не видит, входит в комнату, к ней обращают взгляды все присутствующие. Когда же Миртл в остервенении избивает Нэнси, та, заливаясь кровью, кричит, что ей больно.
Рецензент Михаил Трофименков объясняет это так:
Смерть поклонницы прерывает привычный ход вещей, её призрак начинает преследовать Миртл. Конечно, это не настоящее привидение и не алкогольный бред. Девушка — лишь плод воображения, воплощение аффективной ярости, о которой мечтает Миртл и которую ей необходимо обуздать, чтобы справиться со своим кризисом, а затем и с ролью в пьесе. Впрочем, Кассаветис был великим реалистом в лучшем смысле слова, а потому фильм свободен от любого тяжелого мистицизма, просто такая вот история может приключиться с любым, для кого театр подменил жизнь».

## Награды и номинации
Полный перечень наград и номинаций — на сайте IMDB
| Награды и номинации      | Награды и номинации                                                                  | Награды и номинации                                                                  | Награды и номинации | Награды и номинации |
| Награда                  | Категория                                                                            | Номинант                                                                             | Результат           |                     |
| ------------------------ | ------------------------------------------------------------------------------------ | ------------------------------------------------------------------------------------ | ------------------- | ------------------- |
| Золотой глобус           | Лучшая женская роль (драма)                                                          | Джина Роулендс                                                                       | Номинация           |                     |
| Золотой глобус           | Лучшая женская роль второго плана                                                    | Джоан Блонделл                                                                       | Номинация           |                     |
| Берлинский кинофестиваль | «Золотой медведь»                                                                    | Джон Кассаветис                                                                      | Номинация           |                     |
| Берлинский кинофестиваль | «Серебряный медведь» за лучшую женскую роль                                          | Джина Роулендс                                                                       | Победа              |                     |
| Берлинский кинофестиваль | Приз имени Отто Дибелиуса международного евангелического жюри (конкурсная программа) | Приз имени Отто Дибелиуса международного евангелического жюри (конкурсная программа) | Победа              |                     |

Позже фильм был показан на Каннском кинофестивале в 1992 году вне конкурсной программы.